# Hvirveldyr
Hvirveldyr (latin: Vertebrata) tilhører chordaterne. Hvirveldyrene har en rygsøjle, et akseskelet af brusk, ben eller forbenet brusk. De fleste hvirveldyr har udviklet to par lemmer samt en hjernekasse. Nogle hvirveldyr deler neurale kredsløb for mange forskellige typer af social adfærd. Det er undersøgt for frøer (padder), fisk og mennesker.

## Genetiske spor
Via sammenligning af mange hvirveldyrs DNA, har man fundet 3 brede distinkte perioder af evolutionære innovationsbølger:
- Den første periode op til omkring 300 millioner år siden var domineret af regulatoriske innovationer, som vedrørte embryonisk udvikling (inkl. kropsudformning).
- Den næste periode fra ca. 300 til 100 millioner år siden var domineret af celle-til-celle kommunikations innovationer.
- De sidste 100 millioner år har været domineret af signaleringsvejs innovationer indeni cellen. Disse ændringer har optimeret den komplekse krydstale mellem molekyler, som koordinerer alle celle aktiviteter.

## Systematik
Ifølge Tree of Life web projekt ser en delmængde af hvirveldyrs hierarki sådan ud (2003):
- Vertebrata (Hvirveldyr)
  - Agnatha (Kæbeløse hvirveldyr)
    - Cyclostomata (Rundmundede fisk:,slimål, lampret.(Se evt. fisk)
    - Ostracoderms (uddød)

  - Gnathostomata (Kæbebærende hvirveldyr)
    - Placodermi (Panserhajer, uddød)
    - Chondrichthyes (Bruskfisk, se evt. også fisk)
      - Elasmobranchii (tværmunde)  (haj, rødhaj, sildehaj, den hvide haj, sømrokke, rokke, elrokke...)
      - Subterbranchialia (havmus m.fl.)

    - Teleostomi
      - Acanthodii (uddød)
      - Osteichthyes (Benfisk)
        - Actinopterygii (Strålefinnede fisk (se evt. også fisk): (torsk, søhest, hvilling, ål, søheste...)
        - Sarcopterygii (Kødfinnefisk (Se evt. også fisk))
          - Crossopterygii (Kvastfinnefisk, f.eks. Coelacanth
          - Dipnoi (Lungefisk)
          - Tetrapoder (Krybdyr, Dinosaurer, Pattedyr, Fugle, Padder...)